# كاموراسكا (كيبك)
كاموراسكا (بالإنجليزية: Kamouraska, Quebec)‏ هي بلدية محلية في كيبيك تقع في كندا في Kamouraska. يقدر عدد سكانها بـ 589 نسمة ومساحتها 145.50 كم2 .

## أعلام
- هنري جورج كارول